# Гёкче, Нусрет
Нусре́т Гёкче́ (род. 9 августа 1983, Эрзурум, по прозвищу Salt Bae («красавчик с солью», от bae — сокращенной формы babe, «де́тка») — турецкий мясник, шеф-повар и ресторатор курдского происхождения, которому принадлежит сеть стейк-хаусов Nusr-Et (игра слов, обыгрывающая его имя и турецкое слово et, «мясо»). Его техника приготовления и выдержки мяса стала интернет-мемом.

## Личная жизнь
Гёкче родился в Эрзуруме, Турция, в курдской семье. Его отец был шахтёром. Бедственное положение семьи заставило его покинуть школу в 6-м классе и начать работу учеником мясника в округе Кадыкёй в Стамбуле. Со временем он открыл собственный бизнес, который превратился в успешный ресторан, где в настоящее время обедают многие знаменитости.
Гёкче активно занимается благотворительностью, например, построил школу в родном Эрзуруме.

## Мем «парень с солью»
С января 2017 года Гёкче стал широко известен благодаря серии вирусных интернет-видеороликов и мемов, в которых показано, как он ловко режет мясо и посыпает солью.
Его «визитной карточкой» стало вирусное видео «Ottoman Steak», опубликованное 8 января 2017 года в его аккаунте в Твиттере. Оно было просмотрено 10 миллионов раз в Instagram, после чего Гёкче окрестили Salt Bae («парень с солью») за необычный способ посыпать солью мясо: подняв щепотку в воздух на уровень предплечья, уронить крупные кристаллы соли с кончиков пальцев на локоть, чтобы оттуда они соскользнули на блюдо. Благодаря широким перепостам видео Гёкче приобрёл невероятную популярность на Ютубе, благодаря чему в ресторан зачастили знаменитости и политики со всего мира.

## Ресторан
Гёкче посетил несколько стран, включая Аргентину и США, в период с 2007 по 2010 годы, где он работал волонтёром в местных ресторанах, чтобы набраться опыта работы поваром и ресторатором. После своего возвращения в Турцию Гёкче открыл свой первый ресторан в Стамбуле в 2010 году, а позже открыл ресторан в Дубае в 2014 году.
Блюда, которые подают в заведениях Гёкче, получили неоднозначные отзывы и в целом считаются имеющими «завышенную цену». Ранние профессиональные обзоры его стейк-хауса в Нью-Йорке в 2018 году были в целом отрицательными. The New York Post (журналист Стив Куоззо) назвал его ресторан «Обдираловом для публики № 1», а Джошуа Дэвид Штейн писал в GQ , что его бифштекс — «заурядный», а гамбургеры — пережаренные. Однако в том, что касалось развлекательного аспекта заведений, отзывы были более положительными. Роберт Ситсема из журнала Eater пишет: «Если вы оцениваете новый филиал Nusr-Et в Нью-Йорке только как закусочную, вы, вероятно, будете разочарованы. Если, с другой стороны, вы оцените это место как обеденный театр, вы найдёте его удовлетворительным — но только если там присутствует сам Солт Бэ».
В декабре 2017 года Гёкче подвергся критике за фотографию 2016 года, где он позировал перед портретом Фиделя Кастро. В сентябре 2018 года Гёкче подвергся дальнейшей критике после того, как президент Венесуэлы Николас Мадуро посетил и поел в стамбульском ресторане Гёкче в то время, как в его родной стране бушевали политический кризис и экономический дефицит.
В дальнейшем Гёкче открыл филиалы ещё в нескольких городах.